# Юровка (Краснодарский край)
Юровка — село в Анапском районе Краснодарского края России, входит в состав муниципального образования город-курорт Анапа. Центр Первомайского сельского округа.

## География
Село расположено в 22 км на северо-восток от центра города Анапы, узловая железнодорожная станция Юровский на Крымском железнодорожном ходу с ответвлением на станцию Анапа.

## Население
| 1905 | 1917 | 1926 | 2002  | 2010  | 2021  |
| ---- | ---- | ---- | ----- | ----- | ----- |
| 300  | ↗359 | ↗448 | ↗3465 | ↗3537 | ↗4430 |

## История
В 1886 году немцами-переселенцами из колонии Гнаденбург, а также Бессарабии и Силезии было приобретено 1000 десятин земли у помещика Дмитрия Васильевича Пиленко близ имения «Хан Чокрак». 

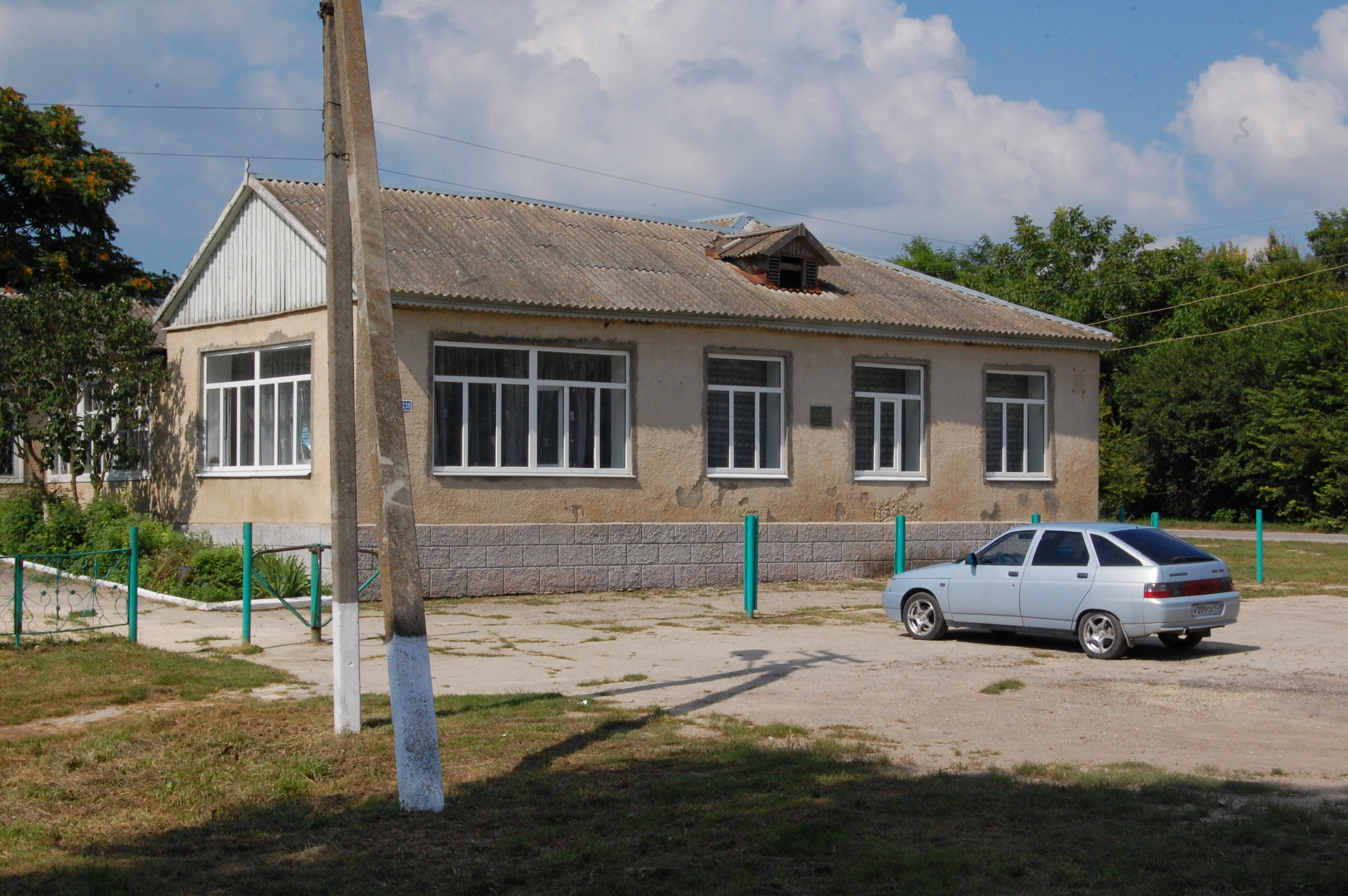
Здание музея Пиленко и местной библиотеки

Названо в честь жившего в этом населённом пункте Юрия Пиленко — отца Матери Марии (в миру — Елизавета Юрьевна Скобцова, урождённая Пиленко, в первом замужестве — Кузьмина-Караваева).

9 мая 2024 года ВСУ атаковали дронами нефтебазу в селе Юровка, там начался пожар.

## Достопримечательности
В селе Юровка открыт музей, посвящённый матери Марии. Для него специально была привезена земля из лагеря Равенсбрюк, куда в 1943 году была сослана Елизавета Юрьевна (имя в миру) фашистами.
В селе Юровка открылся храм Новомучеников и Исповедников Российских — людей, которые пострадали за веру в XX веке и были канонизированы Русской православной церковью. Чин освящения новой церкви совершил митрополит Екатеринодарский и Кубанский Исидор. Храм Новомучеников и Исповедников Российских построен в рамках патриаршей программы Фонда единства православных народов «Храмы российской глубинки».

## Известные уроженцы
- Мишин, Иван Петрович (1901 — ?) — советский военачальник, полковник.